# Tage Lundin
Tage Leif Lundin (* 11. November 1933 in Stensele; † 6. August 2019 in Storuman) war ein schwedischer Biathlet.
Tage Lundin startete für den Idrottsklubben Berguven in seinem Geburtsort Stensele. In Squaw Valley nahm er an den Olympischen Winterspielen 1960 teil, bei denen Biathlon erstmals olympisch war. Mit einer Laufzeit von einer Stunde und 33:56,3 Minuten erreichte der Schwede eine mittlere Zeit, handelte sich mit sechs Fehlschüssen und daraus 12 resultierenden Strafminuten weniger Strafzeiten ein als der Schnitt und kam in der Gesamtwertung auf den 12. Platz. Im folgenden Jahr nahm er an der Biathlon-Weltmeisterschaft 1961 in Umeå teil, wo er Achter des Einzels wurde und im inoffiziellen Staffelrennen mit Klas Lestander und Stig Andersson den dritten Rang hinter den Vertretungen aus Finnland und der Sowjetunion belegte. Zwei Jahre später erreichte Lundin in Seefeld in Tirol den 24. Platz im Einzel, 1965 kam er in Elverum auf den 20. Rang.